# حزب التحرير المصري
حزب التحرير المصري هو حزب سياسي مصري تأسّس عقب ثورة 25 يناير منبثق عن تيار الصوفية في مصر
كما يضمّ الحزب أقباطاً كأعضاء ومرشحين. رغم وصفه إعلاميا ب«حزب التحرير الصوفي» إلا أنّ رئيس الحزب يرفض تسمية الحزب بالديني ويشدد أنه «لا يقوم على أساس ديني، بل يدعو إلى دولة مدنية ويرفض استغلال الدين». أعلن الحزب في مارس 2012 ائتلافه مع حزبين محسوبين على التيار الصوفي أيضا هما حزب نهضة مصر وحزب النصر، تمهيدا للاندماج في كيان واحد لاحقًا.

## تشابه أسماء
هناك ثلاثة كيانات سياسية مختلفة تحت اسم حزب التحرير وهم
1. حزب التحرير المصري وهو حزب مصري تم تأسيسه بعد ثورة 25 يناير وهو ما يتناوله هذا المقال ويوصف إعلاميا بحزب التحرير الصوفي.
2. حزب التحرير الشيعي وهو حزب مصري تحت الإنشاء بعد ثورة 25 يناير. مؤسسه المفكر الشيعي المصري أحمد راسم النفيس وهو الحزب الذي تم رفض أوراق تأسيسه من لجنة الأحزاب السياسية استنادا إلى «عدم استيفائه الشروط المقررة قانونيًا» وينظر طعن رفض تأسيس الحزب المقدم من مؤسسه في 17 ديسمبر، 2011.[5] أحد مؤسسي الحزب هو الطاهر الهاشمي، نقيب الأشراف بالبحيرة أمين مشيخة الطريقة الهاشمية.[6]
3. حزب التحرير لمؤسسه تقي الدين النبهاني في القدس عام 1953. وهو حركة أصولية إسلامية لا تؤمن بالديموقراطية وتسعى لإعادة دولة الخلافة الإسلامية.

حتى أن حزب التحرير الإسلامي أصدر بيانًا يطالب فيه كلا الحزبين المصريين بتغيير اسميهما لأنه «الأحق تاريخيا».

## قيادات ومؤسسون
- مؤسس الحزب، وكيل المؤسسين ورئيس الحزب: إبراهيم زهران[1]

- الأمين العام: عصام محي الدين[2]
- أحد المؤسسين: محمد علاء الدين أبو العزائم (شيخ الطريقة العزمية)[8]